# Kourouta
Kourouta este o plajă în Grecia în prefectura Elida.